# Adam Hicks
Adam Paul Nielson Hicks (n. 28 de noviembre de 1992), más conocido como Adam Hicks, es un actor, rapero, cantante y compositor estadounidense. Su primer papel protagonista fue en How to Eat Fried Worms. Es más conocido por interpretar a Luther en la serie original de Disney XD, Zeke & Luther y protagonizar la película original de Disney Channel, Lemonade Mouth como Wen Gifford. Tuvo un papel recurrente en la segunda temporada de Jonas L.A. como DZ, y tuvo un rol coprotagónico como el tercer rey, Voz, en la serie original de Disney XD Pair of Kings.

## Primeros años
Adam nació en Las Vegas, Nevada. Es hijo de Lucy y Ron, y hermano de Tristán Hicks.

## Carrera actoral
Hicks tuvo un papel recurrente en Titus y papeles en varias películas y series de televisión antes de interpretar el papel principal en How to Eat Fried Worms. Luego apareció en Mostly Ghostly: Who Let the Ghosts Out? junto con muchas otras estrellas de Disney Channel. En 2009, tomó el papel coprotagónico como Luther en la serie original de Disney XD Zeke & Luther. En 2011, protagonizó la película original de Disney Channel, Lemonade Mouth como Wendell «Wen» Gifford. También fue coprotagonista de Pair of Kings en la tercera temporada.

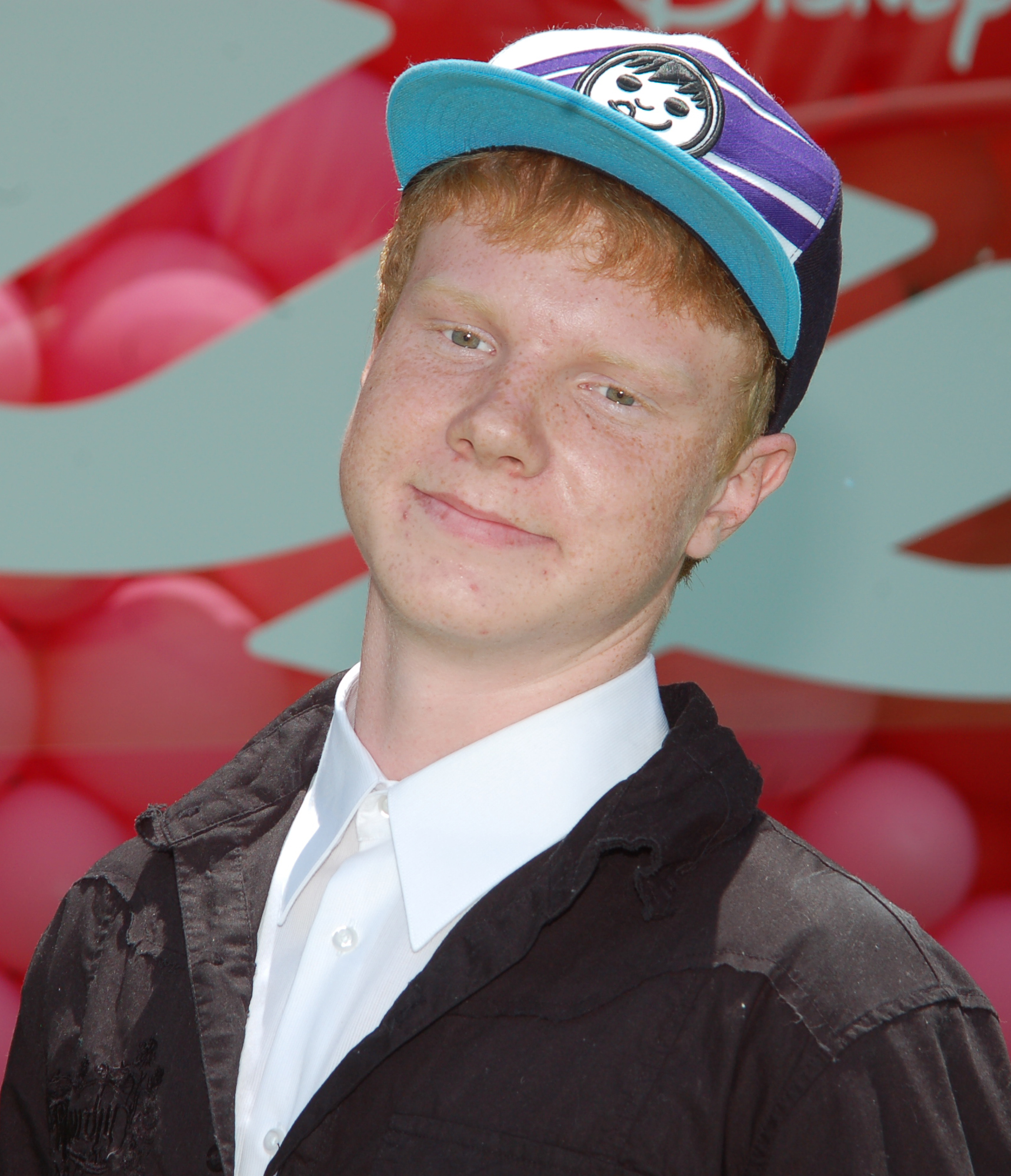
Adam Hicks en mayo de 2009.

## Carrera musical
Adam Hicks grabó un cover de la canción de MC Hammer U Can't Touch This con su coestrella de Zeke & Luther, Daniel Curtis Lee. El vídeo se estrenó en Disney XD Estados Unidos, el 29 de junio de 2009, mientras que en Disney XD Latinoamérica se estrenó el 24 de julio de 2009. Hizo un remix de la canción In the Summertime de Mungo Jerry. A finales de 2010 escribió y grabó la canción Happy Universal Holidays con Ryan Newman. A principios de 2011 se lanzó una canción llamada «Dance For Life», con Drew Seeley para la serie original de Disney Channel Shake It Up!, que fue presentado en Shake It Up: Break It Down. Hicks coescribió las canciones «Determinate», «Breakthrough» y «High Wire» para Lemonade Mouth. Hicks grabó una canción llamada We Burnin' Up, con Chris Brochu, que se estrenó en Disney XD a mediados del 2011. El 15 de septiembre de 2011 se publicó «Las Vegas (My City)», un himno a su ciudad natal sobre sus luchas y sus sueños para tener éxito en el negocio del entretenimiento. Él por el momento no ha firmado con ningún sello discográfico.

## Filmografía

### Películas
| Año  | Título                                  | Personaje         | Notas                               |
| ---- | --------------------------------------- | ----------------- | ----------------------------------- |
| 2002 | The Funkhousers                         | Robbie Funkhouser | Película de televisión              |
| 2005 | Down and Derby                          | Brady Davis       |                                     |
| 2005 | The 12 Dogs of Christmas                | Mike Stevens      |                                     |
| 2006 | The Shaggy Dog                          | Quarterback       |                                     |
| 2006 | How to Eat Fried Worms                  | Joe Guire         |                                     |
| 2008 | Mostly Ghostly: Who Let the Ghosts Out? | Colin Doyle       | Película para televisión            |
| 2011 | Lemonade Mouth                          | Wendell Gifford   | Película original de Disney Channel |
| 2012 | Mr. Young                               | Personal          |                                     |
| 2015 | The Boy Next Door                       | Jason Zimmer      |                                     |
| 2015 | Up on the Wooftop                       | Toby (voz)        |                                     |
| 2015 | Windsor                                 | Clint             |                                     |
| 2015 | Shifting Gears                          | Jeremy Williamson |                                     |
| 2016 | Little Savages                          | Billy             |                                     |

### Televisión
| Año       | Título                         | Personaje             | Episodios | Notas                                 |
| --------- | ------------------------------ | --------------------- | --------- | ------------------------------------- |
| 2000-2002 | Titus                          | Dave a los cinco años | 18        |                                       |
| 2002      | That Was Then                  | Joshua Harrison       | 1         |                                       |
| 2010      | Jonas L.A.                     | Dennis 'DZ' Zimmerman | 4         | Serie Original de Disney Channel      |
| 2012      | Southland                      | Mike                  | 1         |                                       |
| 2009-2012 | Zeke & Luther                  | Luther Jerome Waffles | 73        | Serie Disney XD, Protagonista.        |
| 2011      | Peter Punk                     | Luther Jerome Waffles | 1         | Serie Disney XD, Episodio: "El Duelo" |
| 2012-2013 | Pair of Kings                  | Rey Boz               | 31        | Serie Original de Disney Channel      |
| 2013      | CSI: Crime Scene Investigation | Tyler Banks           | 1         |                                       |
| 2015      | Texas Rising                   | Truett Fincham        | 2         | Miniserie                             |
| 2016-2017 | Freakish                       | Diesel                | 20        | Hulu Series                           |

## Discografía

### Álbumes

#### Álbumes de bandas sonoras
| Título                                                                                               | Detalles de álbum                                                                                          | Máxima posición | Máxima posición | Máxima posición | Máxima posición | Máxima posición |
| Título                                                                                               | Detalles de álbum                                                                                          | US              | US OST          | US Kids         | AUS             | POL             |
| --- | --- | --------------- | --------------- | --------------- | --------------- | --------------- |
| Lemonade Mouth                                                                                       | - Lanzamiento: 12 de abril de 2011 - Formatos: CD, descarga digital, streaming - Discográfica: Walt Disney | 4               | 1               | 1               | 71              | 26              |
| «—» indica un tema que no fue publicado o no se posicionó en las listas de éxitos en ese territorio. | |                 |                 |                 |                 |                 |

### Sencillos
| Título                             | Año  | Máxima posición | Máxima posición | Álbum                |
| Título                             | Año  | US              | CAN             | Álbum                |
| ---------------------------------- | ---- | --------------- | --------------- | -------------------- |
| «Las Vegas (My City)»              | 2011 | —               | —               | sencillo no en álbum |
| «We Burnin' Up» (con Chris Brochu) | 2011 | —               | —               | sencillo no en álbum |

#### Como artista invitado
| Título                                                                                               | Año  | Máxima posición | Máxima posición | Máxima posición | Máxima posición | Máxima posición | Álbum          |
| Título                                                                                               | Año  | US              | US Heat         | US Digital      | CAN             | GER             | Álbum          |
| --- | ---- | --------------- | --------------- | --------------- | --------------- | --------------- | -------------- |
| «Determinate» (Bridgit Mendler con Adam Hicks)                                                       | 2011 | 51              | 1               | 28              | 82              | 92              | Lemonade Mouth |
| «Breakthrough» (entre Elenco de Lemonade Mouth)                                                      | 2011 | 88              | 11              | —               | —               | —               | Lemonade Mouth |
| «—» indica un tema que no fue publicado o no se posicionó en las listas de éxitos en ese territorio. |      |                 |                 |                 |                 |                 |                |

#### Sencillos promocionales
| Canción                                      | Año  | Álbum               |
| -------------------------------------------- | ---- | ------------------- |
| «U Can't Touch This» (con Daniel Curtis Lee) | 2009 | Zeke & Luther       |
| «In the Summertime» (con Daniel Curtis Lee)  | 2009 | Zeke & Luther       |
| «Happy Universal Holidays» (con Ryan Newman) | 2010 | canción no en álbum |

### Otras apariciones
| Canción                            | Año  | Álbum                      |
| ---------------------------------- | ---- | -------------------------- |
| «Dance for Life» (con Drew Seeley) | 2011 | Shake It Up: Break It Down |
| «Whodunit» (con Coco Jones)        | 2012 | Shake It Up: Live 2 Dance  |

### Vídeos musicales
| Canción                                           | Año  | Director        |
| ------------------------------------------------- | ---- | --------------- |
| «U Can't Touch This» (con Daniel Curtis Lee)      | 2009 | Desconocido     |
| «In the Summertime» (con Daniel Curtis Lee)       | 2010 | Desconocido     |
| «Happy Universal Holidays» (con Ryan Newman)      | 2010 | Desconocido     |
| «Determinate» (Bridgit Mendler con Adam Hicks)[A] | 2011 | Patricia Riggen |
| «We Burnin' Up» (con Chris Brochu)                | 2011 | Desconocido     |
| «Non Stop Summer» (con Cole Plante)               | 2012 | Desconocido     |

Notas
- A ^ El videoclip fue tomado de las escenas de la película Lemonade Mouth.

## Arresto
El miércoles 24 de enero de 2018, Hicks fue arrestado por el SWAT quienes ingresaron a su casa luego de comprobarse que él y su novia Danni Tamburro asaltaron a mano armada, en repetidas ocasiones, a mujeres de tercera edad en el valle de San Francisco. También se le vinculó a Hicks con el robo de automóviles por la misma zona por lo que en julio de 2021 fue condenado a 5 años de prisión. Por otro lado, su novia Danni fue condenada a 3 años por los mismos cargos. Finalmente en marzo de 2022 se le otorgó libertad condicional. A mediados de agosto de 2022 hizo su primera aparición pública después de casi 5 años en su canal de YouTube y en su cuenta de TikTok.